# 아르메니아땃쥐
아르메니아땃쥐(학명: Crocidura armenica)는 땃쥐과에 속하는 포유류의 일종이다. 아르메니아의 토착종이다.